# كاليب كالفرت
كاليب كالفرت (بالإنجليزية: Caleb Calvert)‏ (22 أكتوبر 1996 في الولايات المتحدة - ) هو لاعب كرة قدم أمريكي في مركز الهجوم. لعب مع كولورادو رابيدز ونادي شيفاز يو إس أي وتشارلوت إندبنتنس.

## وصلات خارجية
- كاليب كالفرت على موقع الدوري الأمريكي (الإنجليزية)
- كاليب كالفرت على موقع قاعدة بيانات كرة القدم.إي يو (الإنجليزية)
- كاليب كالفرت على موقع Soccerbase.com (لاعب) (الإنجليزية)
- كاليب كالفرت على موقع Soccerway.com (الإنجليزية)
- كاليب كالفرت على موقع عالم كرة القدم.نت (الإنجليزية)
- كاليب كالفرت على موقع AS.com (الإسبانية)